# Nicolás Antonio Castellanos Franco

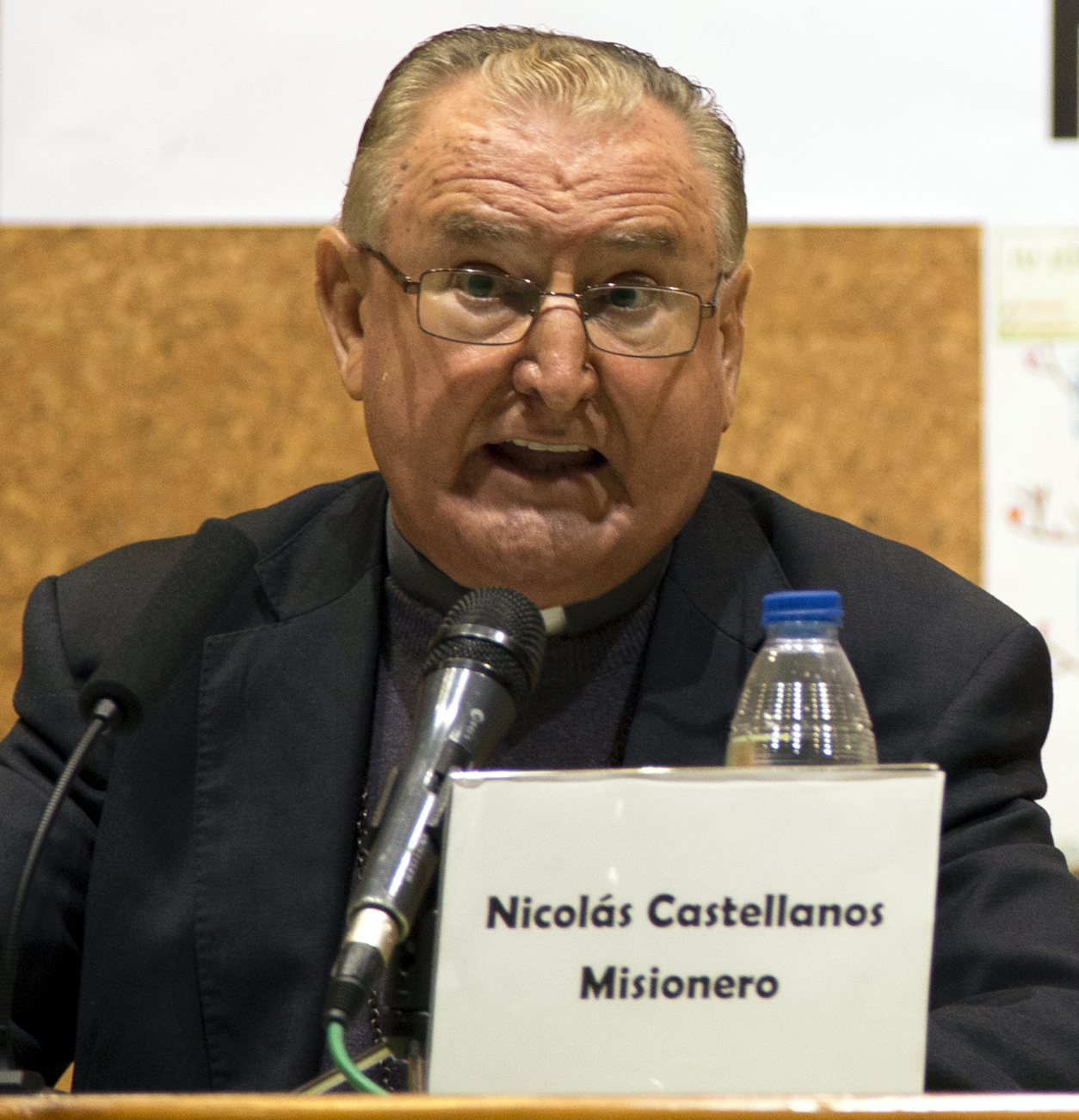
Nicolás Castellanos (2014).

Nicolás Antonio Castellanos Franco OSA (* 18. Februar 1935 in Mansilla del Páramo, Spanien; † 19. Februar 2025 in Santa Cruz de la Sierra, Bolivien) war ein spanischer römisch-katholischer Ordensgeistlicher und Bischof von Palencia.

## Leben
Nicolás Antonio Castellanos Franco trat der Ordensgemeinschaft der Augustiner bei und empfing am 12. Juli 1959 das Sakrament der Priesterweihe.
Papst Paul VI. ernannte ihn am 27. Juli 1978 zum Bischof von Palencia. Der Apostolische Nuntius in Spanien, Erzbischof Luigi Dadaglio, spendete ihm am 30. September desselben Jahres die Bischofsweihe; Mitkonsekratoren waren Segundo Garcia de Sierra y Méndez, Erzbischof von Burgos, und José Delicado Baeza, Erzbischof von Valladolid.
Papst Johannes Paul II. nahm am 4. September 1991 seinen vorzeitigen Rücktritt an. Anschließend ging er als Missionar nach Bolivien. In Santa Cruz de la Sierra baute er das Proyecto Hombres Nuevos auf, das mit Suppenküchen, Schulen, Sozialwohnungen und Krankenhäusern die Lebensbedingungen in den Armutsvierteln der Stadt verbessern sollte. Für seine Verdienste in diesem Bereich erhielt er viele Auszeichnungen. So wurde ihm unter anderem 1998 der Prinz-von-Asturien-Preis in der Sparte „Eintracht“ zugesprochen. Nicolás Antonio Castellanos Franco starb einen Tag nach seinem 90. Geburtstag in Bolivien.